# Plus-Tech Squeeze Box
Plus-Tech Squeeze Box（プラスティック・スクイーズ・ボックス）は、日本の音楽ユニット。略称は「PSB」である。

## メンバー
ハヤシベトモノリ
- キーボード、プログラミング

ワキヤタケシ
- ギター、ベース

## 概要
1997年にハヤシベトモノリ、カマダジュンコ、ワキヤタケシにより結成。
活動当初は楽曲が3曲しかなかったものの所属レーベルの勧めにより制作を開始。
2000年10月に1stアルバム「FAKEVOX」をリリース。その後同アルバムのUK盤が2002年に発売され、活動の幅を海外へと広げる。
2004年6月16日には2ndアルバム「CARTOOOM!」をリリース。4500種類以上のサンプリング・ソースを盛り込んだカットアップサウンドが話題となる。同年には米国で放映されているテレビアニメ「スポンジ・ボブ」の映画版サウンドトラックにも参加する。
2005年5月25日には、ジャミロクワイのジェイ・ケイがプロデュースするduo MUSIC EXCHANGEでのイベントに参加するなどライブ活動も行っている。その他、多数のリミックス作品の制作や他のアーティストへの楽曲提供などを行っている。
ハヤシベトモノリは2010年に新ユニット『Tropico Q』をmilch of souceの前田竜馬と結成。その他、各種CMの楽曲やゲーム音楽のリミックスなど幅広い活動を続けている。2013年4月1日より「Dough-Nuts Town’s Map」がテレビ東京「ピラメキーノ」のオープニングテーマ曲となる。

## ディスコグラフィー

### アルバム
1. FAKEVOX （2000年）
  1. Channel No.17
  2. early RISER
  3. A Day In The Radio
  4. Test Room
  5. rocket coaster
  6. Scene1-launch a spaceship into space→
  7. White Drops
  8. MILK TEA
  9. Scene2-citybilly lived happily ever after→
  10. Sneaker Song!
  11. clover
  12. track>
2. Cartooom! （2004年6月16日）
  1. Cartooom TV
  2. Fiddle-Dee-Dee!!
  3. Dough-Nuts Town’s Map
  4. F(ake)
  5. Suzzzzzy
  6. Starship.6
  7. CM-&'($_?>!
  8. The Martin Show!!
  9. Uncle Chicken’S Drag Rag
  10. Fantasie C dur P.491 -Generalprobe-
  11. Rival
  12. Hoky-Poky a.la.mode.
  13. Papa says
3. Cartooom!(+3 bonus tracks) （2006年7月19日、ボーナストラック収録の再発バージョン）
  1. Cartooom TV
  2. Fiddle-Dee-Dee!!
  3. Dough-Nuts Town’s Map
  4. F(ake)
  5. Suzzzzzy
  6. Starship.6
  7. CM-&'($_?>!
  8. The Martin Show!!
  9. Uncle Chicken’S Drag Rag
  10. Fantasie C dur P.491 -Generalprobe-
  11. Rival
  12. Hoky-Poky a.la.mode.
  13. Papa says
  14. SUZZY P
  15. BABY P (pop'n music 14 FEVER!提供曲)
  16. Dough-Nuts Active map (-どこでもいっしょ- レッツ学校!テーマソング)